# 五色鳳
五色鳳，是台灣傳說中的五色靈鳥，居住在玉山上。

## 外觀與習性
五色鳳有著五彩的羽毛，身形比鶴和鸛都還要大。牠們住在玉山山上的一棵巨大芋樹上，鳳山原住民俱指為鳳，在晚上時會雙雙飛入空中。

## 其他
據說玉山山上原本住著一群原住民，但因為被五色鳳嚇到所以移居別處。